# Военно-воздушные силы Ливана
Военно-воздушные силы Ливана (араб. القوات الجوية اللبنانية‎; Al Quwwat al-Jawwiya al-Lubnania) — один из видов Вооружённых сил Ливана.

## История
ВВС Ливана были созданы в 1949 году. Закупки авиатехники производились в основном в Великобритании и Франции. Наиболее современными самолётами на вооружении ливанских ВВС были истребители «Мираж» III, однако они эксплуатировались очень ограниченно и в 2000 году проданы Пакистану из-за нехватки средств на поддержание в полётопригодном состоянии. В 2008 году Россия объявила о намерении безвозмездно передать Ливану десять истребителей МиГ-29 из состава своих вооружённых сил, однако поставка так и не состоялась.
Ливанские военно-воздушные силы эпизодически участвовали в гражданской войне в стране, а также использовались во время осады лагеря Нахр эль-Баред в 2007 году (применялись только вертолёты, поскольку боеготовых самолётов на тот момент не было).

## Пункты базирования
- Авиабаза Бейрут
- Авиабаза Раяк
- Авиабаза Клеят

## Боевой состав
| Обозначение формирования или части | Вооружение и оснащение | Место расположения |
| ---------------------------------- | ---------------------- | ------------------ |
| 10-я эскадрилья                    |                        | Авиабаза Бейрут    |
| 11-я эскадрилья                    |                        | Авиабаза Бейрут    |
| 12-я эскадрилья                    |                        | Авиабаза Раяк      |
| 14-я эскадрилья                    |                        | Авиабаза Клеят     |
| 15-я эскадрилья                    |                        | Авиабаза Раяк      |

## Техника и вооружение
Данные о технике и вооружении ВВС Ливана взяты со страницы журнала Aviation Week & Space Technology.
| Тип                           | Производство | Назначение               | Количество | Примечания          |          |
| Самолёты                      | Самолёты     | Самолёты                 | Самолёты   | Самолёты            | Самолёты |
| ----------------------------- | ------------ | ------------------------ | ---------- | ------------------- | -------- |
| Embraer EMB-314               | Бразилия     | лёгкий штурмовик         | 6          | переданы из ВВС США |          |
| Dassault-Breguet Falcon 20F   | Франция      | административный самолёт | 1          |                     |          |
| Вертолёты                     |              |                          |            |                     |          |
| Aerospatiale SA 330L          | Франция      | многоцелевой вертолёт    | 3          |                     |          |
| Aerospatiale SA 342K          | Франция      | многоцелевой вертолёт    | 9          |                     |          |
| Agusta AB212                  | Италия       | многоцелевой вертолёт    | 6          |                     |          |
| Bell Helicopter Textron UH-1H | США          | многоцелевой вертолёт    | 23         |                     |          |
| Robinson Helicopter Co. R44   | США          | многоцелевой вертолёт    | 4          |                     |          |

## Опознавательные знаки
- Опознавательный знак ВВС Ливана
- Знак на киль

## Знаки различия

### Генералы и офицеры
| Категории               | Генералы          | Генералы      | Генералы | Старшие офицеры | Старшие офицеры | Старшие офицеры | Младшие офицеры | Младшие офицеры   | Младшие офицеры |
| ----------------------- | ----------------- | ------------- | -------- | --------------- | --------------- | --------------- | --------------- | ----------------- | --------------- |
|                         |                   |               |          |                 |                 |                 |                 |                   |                 |
| Ливанское звание        | فريق              | لواء          | عميد     | عقيد            | مقدم            | رائد            | نقيب            | ملازم أول         | ملازم           |
| Российское соответствие | Генерал-лейтенант | Генерал-майор | нет      | Полковник       | Подполковник    | Майор           | Капитан         | Старший лейтенант | Лейтенант       |

### Сержанты и солдаты
| Категории               | Подофицеры        | Подофицеры | Подофицеры | Сержанты и старшины | Сержанты и старшины | Сержанты и старшины | Сержанты и старшины | Солдаты  | Солдаты  |
| ----------------------- | ----------------- | ---------- | ---------- | ------------------- | ------------------- | ------------------- | ------------------- | -------- | -------- |
|                         |                   |            |            |                     |                     |                     |                     |          |          |
| Ливанское звание        | مؤهل أول          | مؤهل       | معاون أوّل  | معاون               | رقيب أوّل            | رقيب                | عريف أول            | عريف'    | جندي أول |
| Российское соответствие | Старший прапорщик | Прапорщик  | нет        | Старшина            | Старший сержант     | Сержант             | Младший сержант     | Ефрейтор | Рядовой  |

## Список самолётов и вертолётов ВВС Ливана с 1949 по настоящее время
| Тип                                   | Производство          | Назначение                 | Принят на вооружение | Количество | Снят с вооружения |
| Самолёты                              | Самолёты              | Самолёты                   | Самолёты             | Самолёты   | Самолёты          |
| ------------------------------------- | --------------------- | -------------------------- | -------------------- | ---------- | ----------------- |
| Percival Proctor                      | Великобритания        | связной самолёт/учебный    |                      | 3          |                   |
| Percival Prentice                     | Великобритания        | учебно-тренировочный       |                      | 3          |                   |
| Macchi MB.308                         | Италия                | общего назначения          |                      | 1          |                   |
| de Havilland Dove                     | Великобритания        | транспортный самолёт       |                      | 1          |                   |
| Savoia Marchetti SM.79                | Италия                | транспортный самолёт       |                      | 4          |                   |
| de Havilland Chipmunk (T.20 and T.30) | Великобритания        | учебно-тренировочный       |                      | 6          |                   |
| North American T-6 Texan (Harvard)    | США                   | учебно-тренировочный       |                      | 16         |                   |
| de Havilland Vampire                  | Великобритания        | истребитель                |                      | 16         |                   |
| Hawker Hunter                         | Великобритания        | истребитель-бомбардировщик |                      | 19         |                   |
| Potez Fouga Magister CM.170           | Франция               | учебно-тренировочный       |                      | 10         |                   |
| Dassualt Mirage III E/D               | Франция               | многоцелевой истребитель   |                      | 12         |                   |
| Rockwell Shrike Turbo Commander 690   | США                   | транспортный самолёт       |                      | 1          |                   |
| Scottish Aviation Bulldog             | Великобритания        | учебно-тренировочный       |                      | 6          |                   |
| Dassault Falcon 20                    | Франция               | VIP транспорт              |                      | 1          |                   |
| Cessna 208 Caravan                    | США                   | общего назначения          |                      | 1          |                   |
| Вертолёты                             |                       |                            |                      |            |                   |
| Sud Aviation SA-318 Alouette II       | Франция               | многоцелевой вертолёт      |                      | 4          |                   |
| Sud Aviation SA-319 Alouette III      | Франция               | многоцелевой вертолёт      |                      | 14         |                   |
| Agusta Bell 212 (Twin Huey)           | Италия                | многоцелевой вертолёт      |                      | 12         |                   |
| Aerospatiale SA-330 Puma              | Франция               | транспортный вертолёт      |                      | 12         |                   |
| Aerospatiale SA-342 Gazelle           | Франция               | многоцелевой вертолёт      |                      | 17         |                   |
| Bell 205 UH-1H Huey                   | США                   | многоцелевой вертолёт      |                      | 24         |                   |
| Robinson Raven II R44                 | США                   | многоцелевой вертолёт      |                      | 4          |                   |
| Agusta Westland 139                   | Италия Великобритания | многоцелевой вертолёт      |                      | 1          |                   |

## Внешние ссылки
- ВВС Ливана на официальной странице вооружённых сил  (ар.)  (англ.)  (фр.)
- Уголок неба, История ВВС Ливана
- ВВС Ливана на странице Lebaneseairforce.info  (англ.)
- ВВС Ливана на странице Scramble.nl  (англ.)
- ВВС Ливана на странице Milaviapress.com  (англ.)